# Isala Zwolle
Isala Zwolle is een topklinisch ziekenhuis in Zwolle en het grootste niet-academische ziekenhuis in Nederland. Vrijwel alle medische specialismen zijn vertegenwoordigd. Medio 2021 zijn er 6.797 (5.081 fte) medewerkers aan verbonden en 427 medisch specialisten (394 fte). Isala is een regionaal centrum voor tweede- en derdelijnszorg. Daarnaast is het een van de elf traumacentra in Nederland. Het is de hoofdvestiging van de ziekenhuisgroep Isala dat ook nog een ziekenhuis in Meppel heeft en drie vestigingen voor poliklinische zorg.

## Geschiedenis
Isala Zwolle ontstond in de vroege 21e eeuw uit een fusie van het katholieke ziekenhuis De Weezenlanden, vlak buiten de gracht ten zuiden van de binnenstad, en het Sophia-ziekenhuis aan de Ceintuurbaan. Het Weezenlanden ziekenhuis is in 2015 gesloopt en vervangen door een woonwijk. Op de grond van het voormalige Sophia ziekenhuis was eerder al een nieuw ziekenhuis met 859 bedden en een oppervlakte van 108.000 m² gebouwd. De opening daarvan vond plaats in 2013. In 2022 kwam de afdeling cardiologie van het ziekenhuis in het nieuws na verdenkingen van fraude.

## Nieuwbouw
In 2000 besloot Isala tot het bouwen van een nieuw ziekenhuis in Zwolle op de locatie van het toen nog bestaande Sophia ziekenhuis. Na een selectieprocedure werd architectenbureau Alberts en Van Huut uitgekozen en die ging samenwerken met a/d Amstel architecten, een bureau dat veel ervaring had met het bouwen van ziekenhuizen. In 2009 werd gestart met de bouw vlak naast het bestaande ziekenhuis. Na de ingebruikname in 2013 werd het hoofdgebouw van het oude ziekenhuis gesloopt en op de vrijgekomen ruimte werd een parkeerterrein aangelegd. Diverse bijgebouwen bleven staan en werden gedeeltelijk aan de buitenkant aangepast aan de stijl van de nieuwbouw.

### Vlinders
De nieuwbouw in de organische architectuur bestaat uit vier aan elkaar geschakelde gebouwen die vlinders worden genoemd omdat ze door hun vorm op vlinders lijken. Iedere vlinder is gebouwd rondom een atrium met binnentuin. In de bewegwijzering binnen het ziekenhuis wordt de letter V met een cijfer gebruikt om de richting naar de afdelingen aan te duiden.
De functies van de vier vlinders:

- Vlinder 1: Goederenlogistiek, laboratoria en de ziekenhuisapotheek. In deze vlinder komen alleen ziekenhuismedewerkers.
- Vlinder 2: Poliklinieken beneden met verpleegafdelingen op hogere verdiepingen.
- Vlinder 3: Spoedeisende hulp, operatiekamers en intensive care. Op het dak bevindt zich een helikopterplatform.
- Vlinder 4: Verpleegafdelingen en de zorg voor vrouw en kind.